# 紅葉谷公園
紅葉谷公園（もみじだにこうえん、英語: Momijidani Park）は、日本で最も有名なカエデを主体とした公園の1つであり、広島県廿日市市の厳島神社の背後、紅葉谷川沿いの弥山のふもとに位置する。110種類のイロハモミジ、60種類のヤマモミジ、10種類のウリハダカエデ、トウカエデ、コハウチワカエデとオオモミジを含む200以上のもみじがある。 